# Judy Chicago
Judy Chicago (Chicago, 20 juli 1939) is een Amerikaans beeldend kunstenaar en feminist.

## Loopbaan
Chicago is bekend geworden door installaties zoals The Dinner Party, dat is opgenomen in de collectie van het Brooklyn Museum. Ze is een van de grondleggers van de term feministische kunst en een feministische kunstprogramma in Amerika. In haar installaties maakt ze vaak gebruik van aan het vrouwelijk geslacht toegeschreven vaardigheden zoals naaiwerk, tegenover of naast mannelijke elementen zoals ijzerwerk. Naast haar installatieprojecten is ze ook schilder en beeldhouwer.

## Werken
- The Dinner Party
- The Birth Project
- The Holocaust Project